# SRSS-1
SRSS-1 (Sudan Remote Sensing Satellite 1) è stato il primo  satellite del Sudan. 
Il satellite, del tipo CubeSat, è stato realizzato dalla compagnia cinese Shenzhen Aerospace Dongfanghong Satellite Ltd. per conto del governo sudanese. Il lancio è stato effettuato il 3 novembre 2019 dal Centro spaziale di Taiyuan con un razzo vettore Lunga Marcia 4B.
Il satellite, con una massa al lancio era di 50 Kg, era destinato all'osservazione terrestre a fini civili e militari. I suoi compiti principali consistevano nel rilevamento di immagini per la ricognizione delle risorse naturali, il monitoraggio ambientale, il monitoraggio agricolo e la sicurezza nazionale.  
Il satellite è rientrato nell'atmosfera il 25 novembre 2023.